# St. Marien (Kahleby)

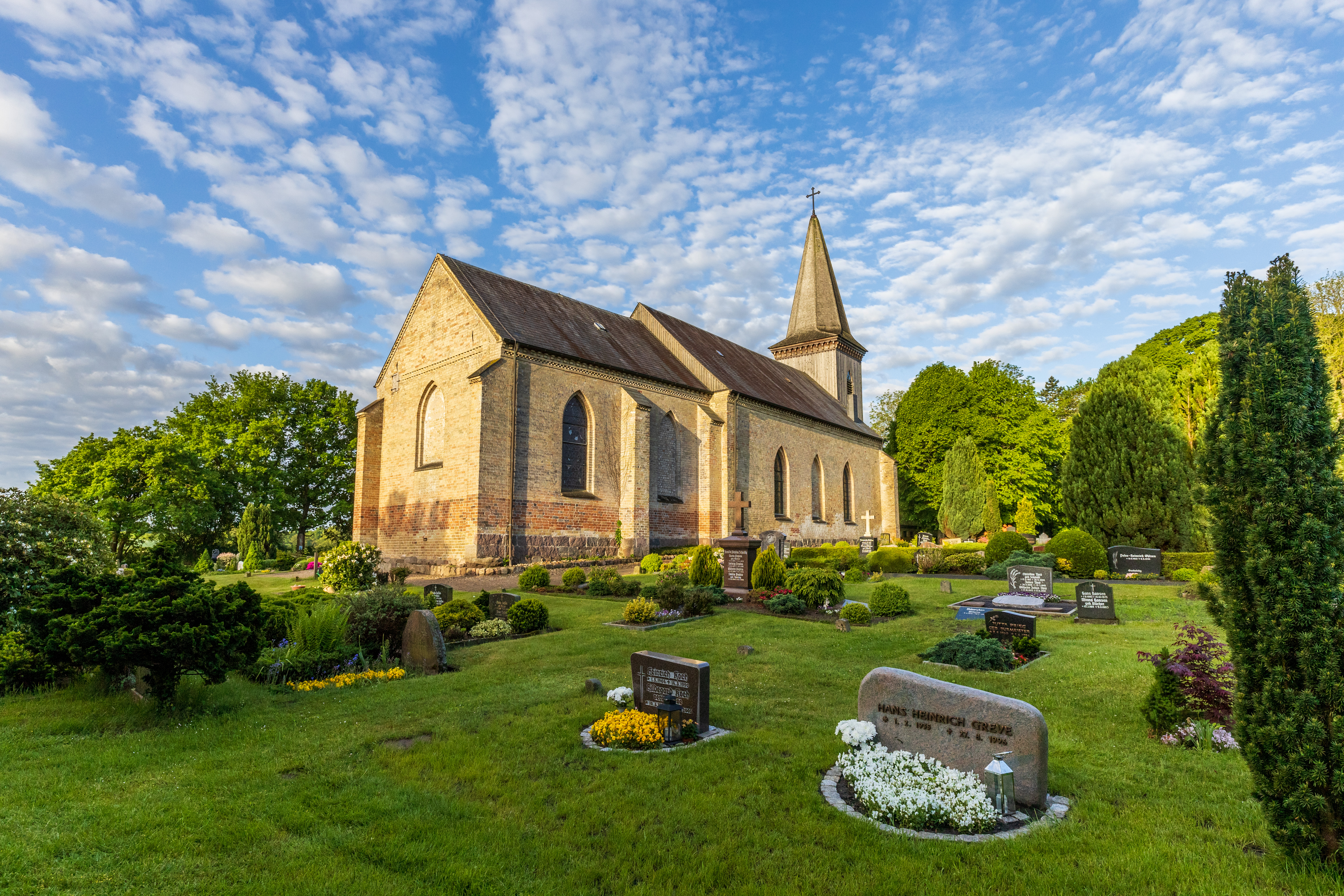
Die St.-Marien-Kirche Kahleby steht einsam inmitten eines Friedhofs

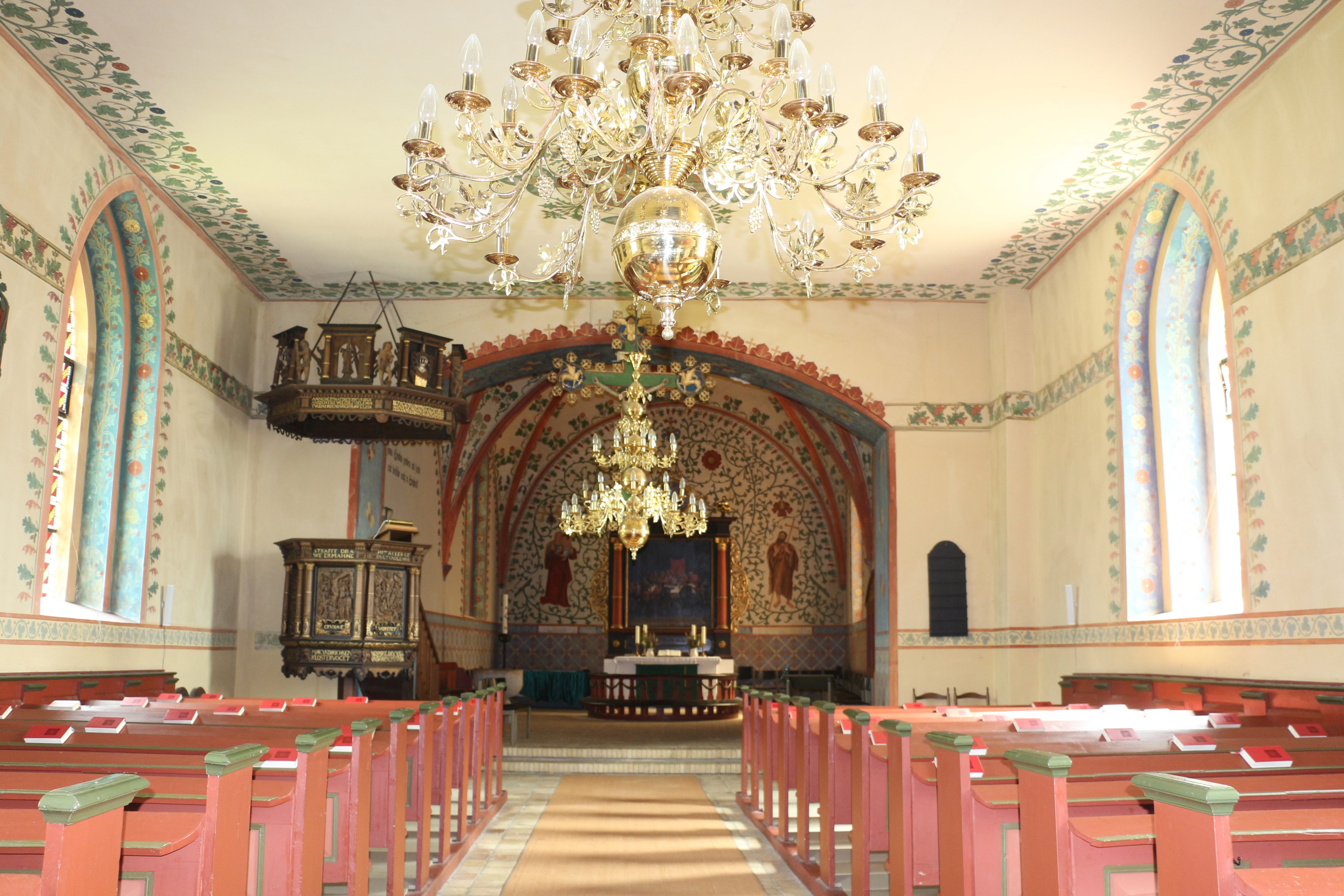
Blick zum Chor

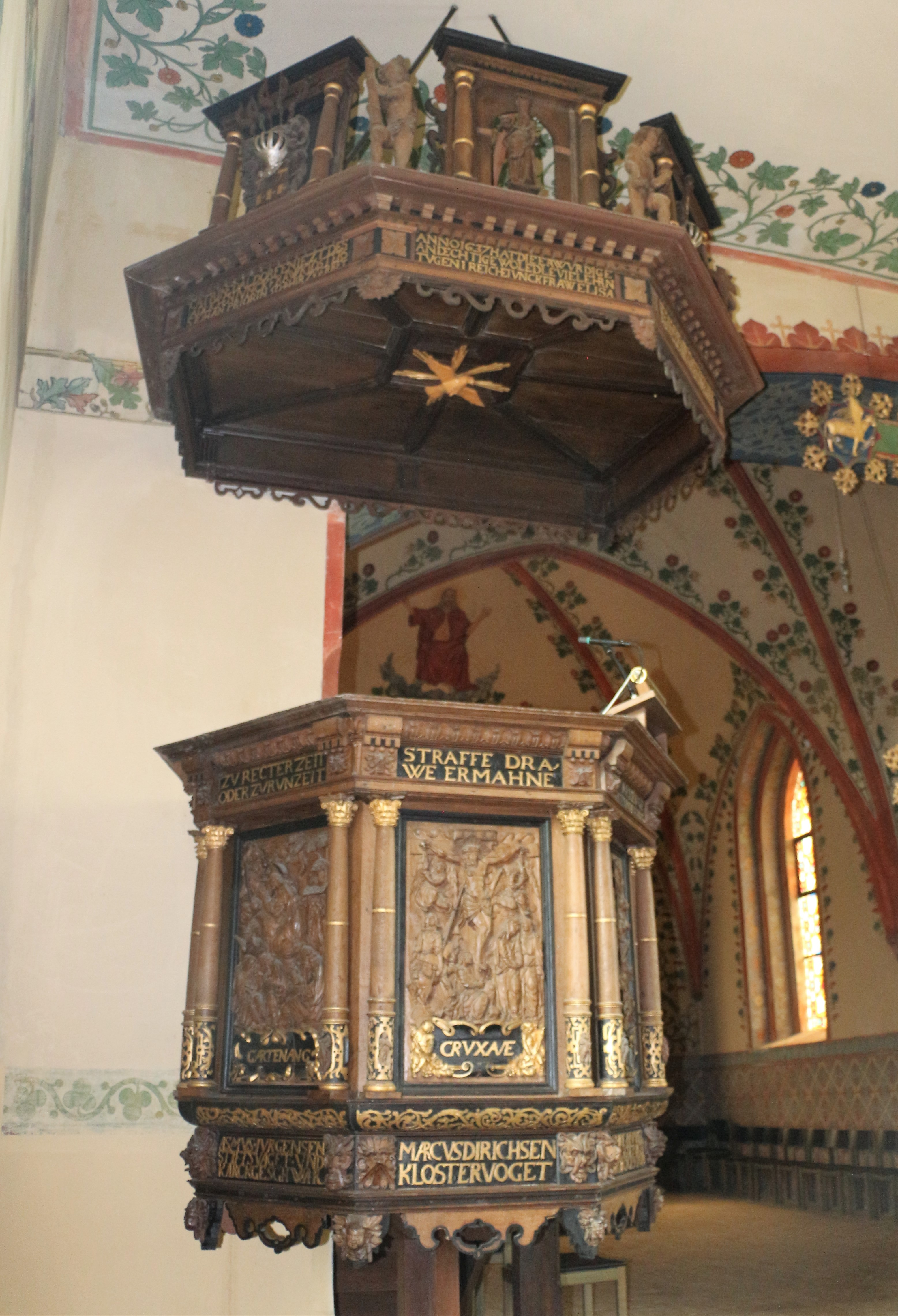
Die Kanzel von 1637

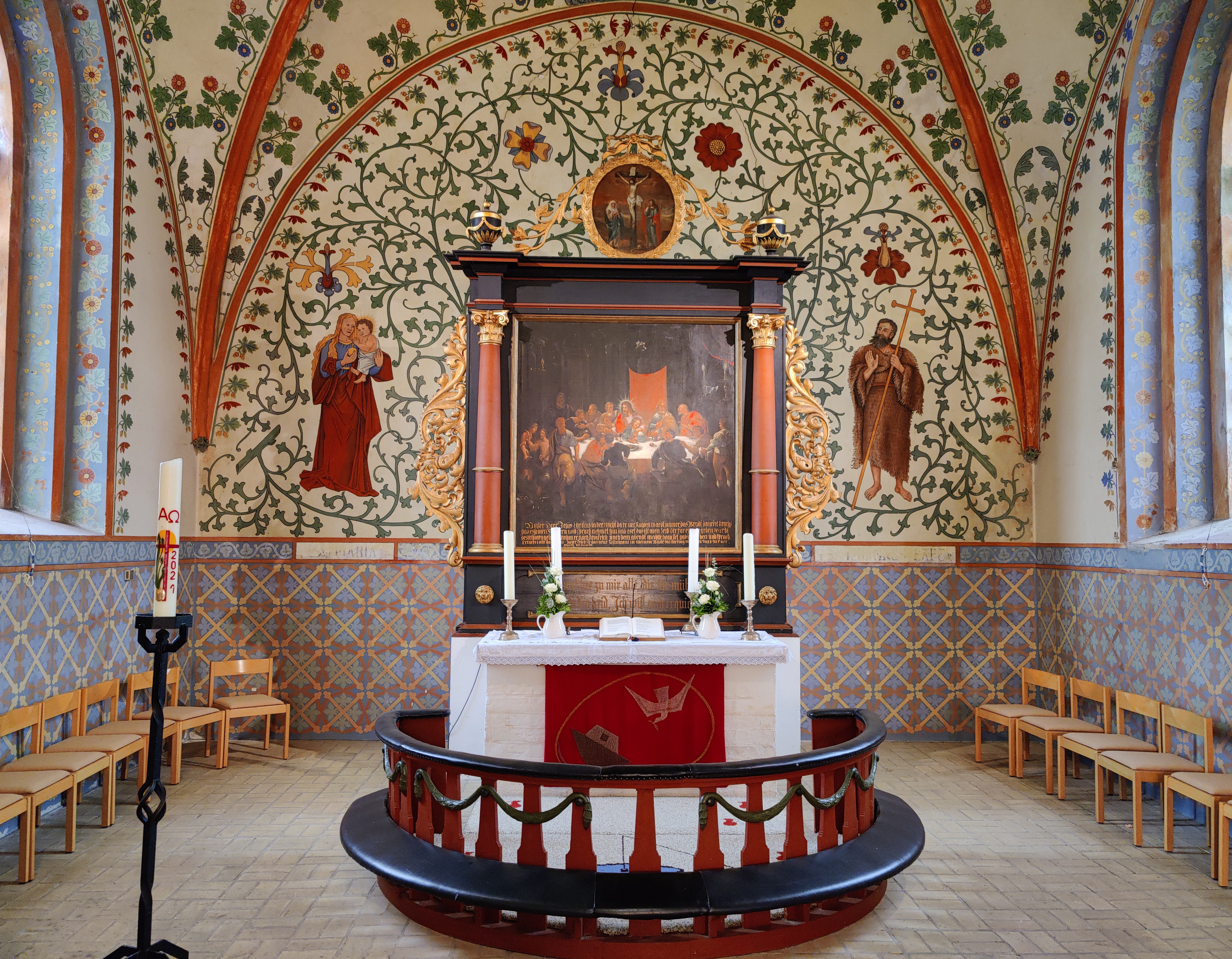
Altar

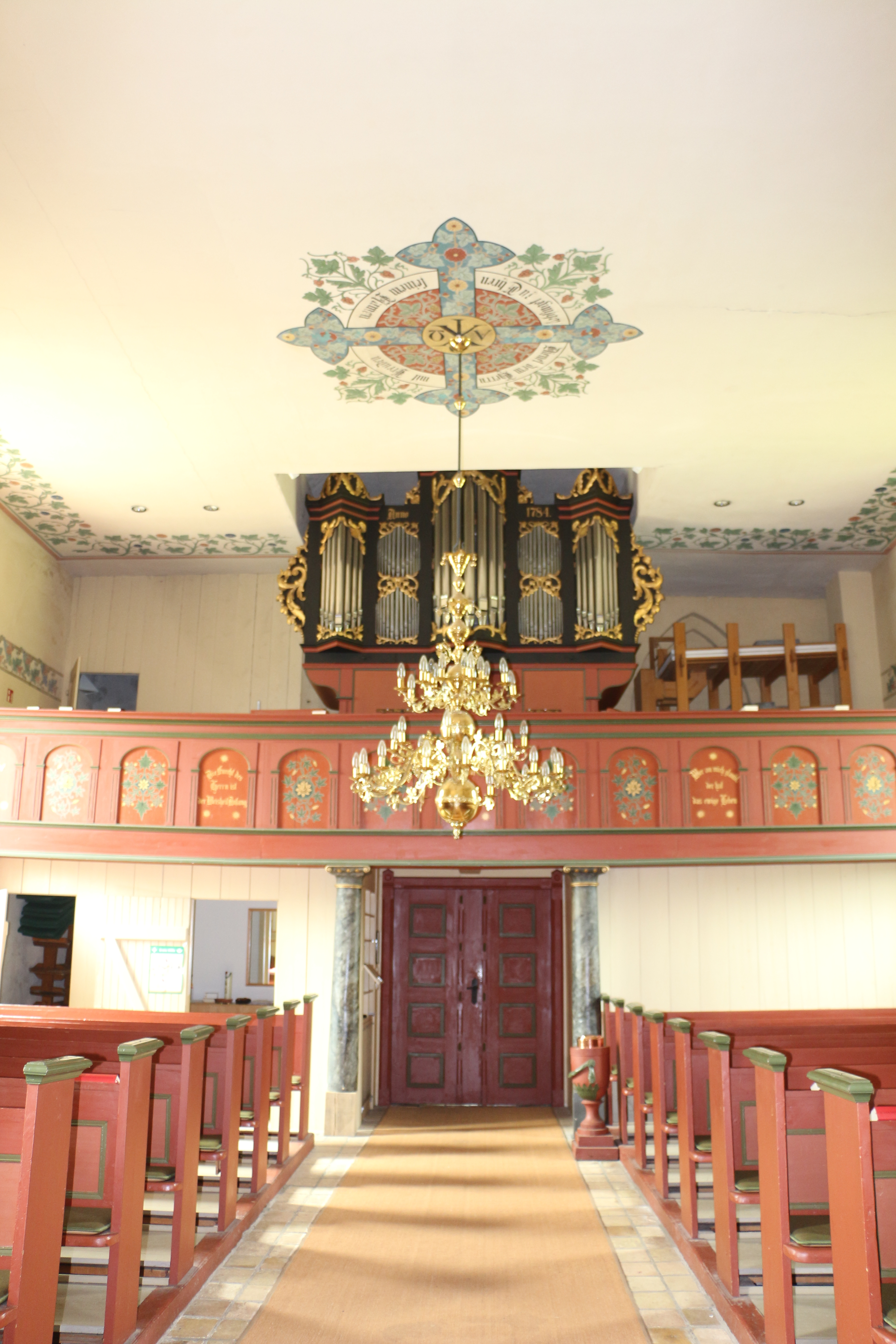
Blick zur Johann-Daniel-Busch-Orgel von 1784

Die St.-Marien-Kirche in Kahleby in der Gemeinde Schaalby liegt einsam zwischen den Dörfern Füsing und Schaalby. Die Backsteinkirche gehört heute zur Kirchengemeinde Brodersby-Kahleby-Moldenit in der Evangelisch-Lutherischen Kirche in Norddeutschland.

## Geschichte
Das schon im Mittelalter verschwundene Dorf Kahleby ist mit seiner über 800-jährigen Geschichte einer der ältesten Siedlungspunkte in Angeln, entstanden vermutlich in unmittelbarer Nähe eines vorchristlichen Heiligtums. Auffällig ist daher heute die herrliche, aber einsame Lage der Kirche nahe der Füsinger Au.
Die Kahlebyer Kirche wurde 1196 erstmals erwähnt. Damals gehörte sie zum 1191 gegründeten Zisterzienserkloster Guldholm am Langensee. Nachdem das Kloster 1210 verlegt wurden war, flossen die Einkünfte als Bischofszehnt an das Bistum Schleswig. 1385 gelangte das Kirchspiel in den Besitz des Benediktinerinnenklosters St.-Johannis vor Schleswig, unter dessen Patronat es auch nach der Umwandlung des Klosters in ein Damenstift im Zuge der Reformation bis 1884 verblieb.
Spätestens seit der Reformation betreute der Pastor von Kahleby zusätzlich die Gemeinde der kleinen St.-Jakobus-Kirche in Moldenit. 1971 fusionierten beide Gemeinden. Ein paar Jahrzehnte später vereinigte die Gemeinde sich mit der St.-Andreas-Kirche in Brodersby zur Kirchengemeinde Brodersby-Kahleby-Moldenit. Am 1. Oktober 2021 fusionierten die Kirchengemeinden Böklund, Brodersby-Kahleby-Moldenit, Nübel, Taarstedt, Struxdorf-Thumby, Tolk und Uelsby zur Kirchengemeinde Angelns-Süd.

## Bau

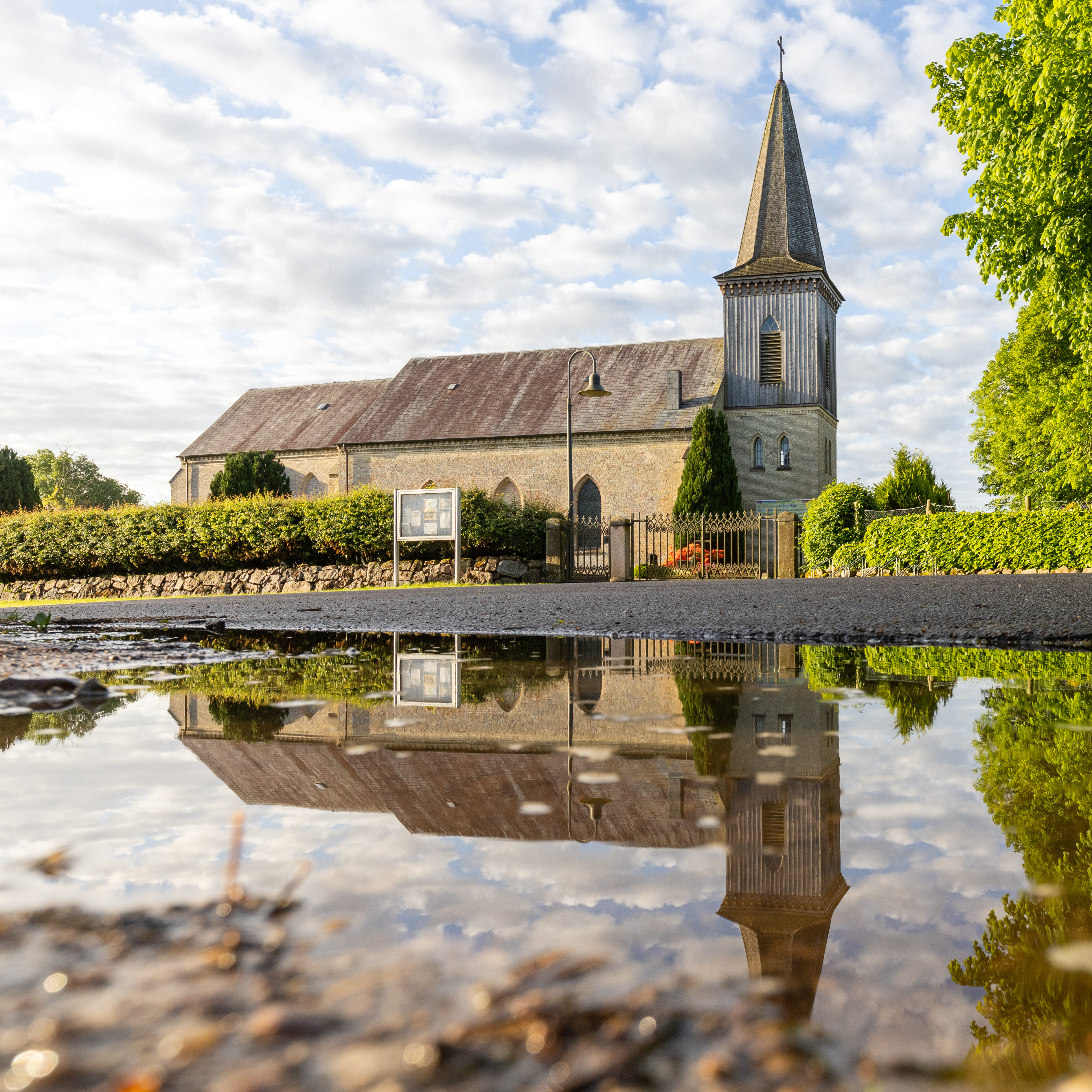
Die Kirche steht zwischen den Dörfern Füsing und Schaalby

Die St.-Marien-Kirche entstand gegen Ende des 12. Jahrhunderts als romanische Feldsteinkirche. Dieser Bau wurde im 13. oder 14. Jahrhundert erheblich mit gelben Ziegeln erweitert: Das Langschiff wurde verlängert und ein langgestreckter gotischer Kastenchor mit zweijochigem Gewölbe hinzugefügt.
1855 wurde die Kirche tiefgreifend umgebaut: Die bis dahin noch erhaltene romanische Südwand aus Feldstein wurde mit Ziegeln neu aufgeführt, die Fenster teilweise vergrößert, teilweise zugemauert, der Chorbogen erweitert. Im Inneren wurde die Stuckdecke eingezogen und im selben Jahr der Westturm ergänzt, in dem die alte Glocke aus dem 14. Jahrhundert aufgehängt war. Anstelle der vorherigen Portale, durch die Männer und Frauen getrennt von Süden und Norden die Kirche betraten, wurde der Eingang durch den Turm eingerichtet.
1901–1907 entstand die Ausmalung: Gewölbe, Chorbogen und Fensterleibungen sind in Schablonenmalerei farbenfroh verziert. Hinter dem Altar sind die Kirchenpatronin Maria und Johannes der Täufer aufgemalt, im Gewölbe der thronende Christus.

## Ausstattung
Das älteste Ausstattungsstück ist die schmucklose romanische Granittaufe. Ebenfalls vorreformatorisch ist das Sakramentshaus im Chor. Das spätgotische Triumphkreuz im Chorbogen wurde Anfang des 16. Jahrhunderts geschaffen und 1901 ergänzt und farblich neu gestaltet. Es zeigt das Kreuz als Lebensbaum. Die Eckscheiben zeigen die Evangelistensymbole.
Die Kanzel entstand 1637. Sie ist ein qualitätsvolles Werk des Manierismus und wird Berend Cornelissen zugeschrieben, der im selben Jahr eine ähnliche Kanzel für die St.-Marien-Kirche in Rabenkirchen schuf. Die Reliefs am Kanzelkorb zeigen Szenen aus dem Leben Jesu, erläutert in niederdeutscher Sprache. Darüber wird die Aufgabe des Predigers in Aufnahme von 2 Tim 4,2  zusammengefasst. Unter den Bildern stehen die Namen der Stifter, neben dem Pastor der Klostervogt und der Schulmeister. Im Schalldeckel, auf dem sich Putten mit Marterwerkzeugen mit Personifizierungen der Tugenden abwechseln, haben sich der Klosterpropst Detlev von Reventlow und Elisabeth von Reventlow, die Priörin des St.-Johannis-Klosters, ebenfalls als Stifter verewigt.
Der Altaraufsatz mit einem Gemälde vom letzten Abendmahl entstand wohl 1693. Er wurde von Pastor Johann Hinrich Nicolai gestiftet, der 1660 nach Kahleby und Moldenit kam. An ihn erinnert ein Gemälde an der Südwand. Vor dem Altar befindet sich eine halbkreisförmige Kommunionbank.

## Orgel
Die Orgel auf der Westempore, eine der wichtigsten Barockorgeln Schleswig-Holsteins, ist ein Werk von Johann Daniel Busch von 1784. 1856/66 wurde sie durch Marcussen & Søn repariert und dem damaligen Zeitgeschmack angepasst. Während des Ersten Weltkrieges wurden die meisten Zinn- und Bleipfeifen ausgebaut und später zum Teil durch Zinkpfeifen ersetzt. 1963 wurde das Instrument durch die Orgelbaufirma Tolle aus Preetz wieder instand gesetzt. 1983–1985 erfolgte ein Neubau der Johann-Daniel-Busch-Orgel mit Rekonstruktion der verlorenen Register durch Hinrich Otto Paschen. Die Disposition lautet:
| I Untermanual CD–c3 |    |
| Gedackt             | 8′ |
| Flöte               | 4′ |
| Waldflöte           | 2′ |
| Sesquialtera II     |    |
| Trompete            | 8′ |

| II Obermanual CD–c3 |    |
| Principal           | 8′ |
| Octave              | 4′ |
| Quinte              | 3′ |
| Superoctave         | 2′ |
| Mixtur IV           |    |

| Pedal CD–d1 |     |
| Subbaß      | 16′ |
| Principal   | 8′  |
| Octave      | 4′  |
| Posaune     | 16′ |

- Koppeln: II/I (Schiebekoppel), I/P (bei betätigter Manualkoppel auch II/P)
- Tremulant (für das ganze Werk)
- Sesquialtera nicht repetierend
- Sperrventile
- Doppellade
- drei Keilbälge

## Pastoren
- Petrus Rodbert (* 1612) war ab 1636 Pastor von Kahleby und Moldenit und beteiligte sich 1637 an der Stiftung der Kanzel. Er wurde 1660 von polnischen Söldnern ermordet, die es als fanatische Katholiken während des zweiten Nordischen Kriegs besonders auf evangelische Pastoren abgesehen hatten.[4]
- Der Aufklärungstheologe Johann Rudolph Christiani wurde 1788 Pastor von Kahleby und Moldenit. Durch seine Veröffentlichungen, u. a. die 1790 erschienenen Briefe zur Beförderung eines weitern Nachdenkens über die zweckmäßigste Einrichtung des öffentlichen Gottesdienstes, machte er derart auf sich aufmerksam, dass er 1793 zum deutschen Hofprediger in Kopenhagen berufen wurde.